# Hont, Nógrád
Hont  este un sat în districtul Balassagyarmat, județul Nógrád, Ungaria, având o populație de 477 de locuitori (2011). 

## Demografie
Componența etnică a satului Hont
     Maghiari (95,3%)
     Romi (2,91%)
     Slovaci (1,12%)
     Germani (0,67%)
Componența confesională a satului Hont
     Romano-catolici (82,18%)
     Fără religie (1,89%)
     Reformați (1,47%)
     Necunoscută (14,47%)
Conform recensământului din 2011, satul Hont avea 477 de locuitori. Din punct de vedere etnic, majoritatea locuitorilor (95,3%) erau maghiari, existând și minorități de romi (2,91%) și slovaci (1,12%).  Din punct de vedere confesional, majoritatea locuitorilor (82,18%) erau romano-catolici, existând și minorități de persoane fără religie (1,89%) și reformați (1,47%). Pentru 14,47% din locuitori nu este cunoscută apartenența confesională.